# Sa Cabaneta
Sa Cabaneta és un poble situat en el municipi de Marratxí (Mallorca).
Sa Cabaneta està situada a 112 metres d'altura i és el nucli urbà immediat a Sant Marçal i en el qual s'hi ubica l'ajuntament de Marratxí. Els natius de Sa Cabaneta són coneguts com a cabaneters. El 2011 tenia 8.083 habitants. Dins el termes s'hi ubiquen les possessions de Son Caulelles, Son Cós i Son Verí.

## Història
L'ocupació prehistòrica hi és documentada amb la cova pretalaiòtica de Son Caulelles. L'any 1745 es va establir la garriga de Son Caulelles, devora l'església de Sant Marçal, i això va facilitar la consolidació i creixement del nucli. El poble estava integrat majoritàriament pels jornalers i pagesos que treballaven a la zona, sobretot a les grans possessions que el volten. A principis del segle xx s'hi instal·là una indústria sabatera que ocupà molta de gent. Aquesta canvi econòmic determinà canvis socials i polítics. Els sabaters s'organitzaren en la cooperativa de consum La Igualdad (1903). Durant la Segona República hi va haver una Casa del Poble i es desenvolupà el moviment obrer i republicà. Amb tot, el pes del caciquisme conservador seguí sent molt fort i hegemònic electoralment.
A partir de la segona meitat de la dècada de 1950 començà un canvi demogràfic i social que dugué a un creixement progressiu del poble. La proximitat amb Palma i un urbanisme caòtic afavoriren una urbanització poc controlada a zones com Can Domingos, Son Caulelles Nou, Son Verí i el polígon industrial de Marratxí, passant a funcionar com una zona perifèrica de Palma.

## Activitat econòmica

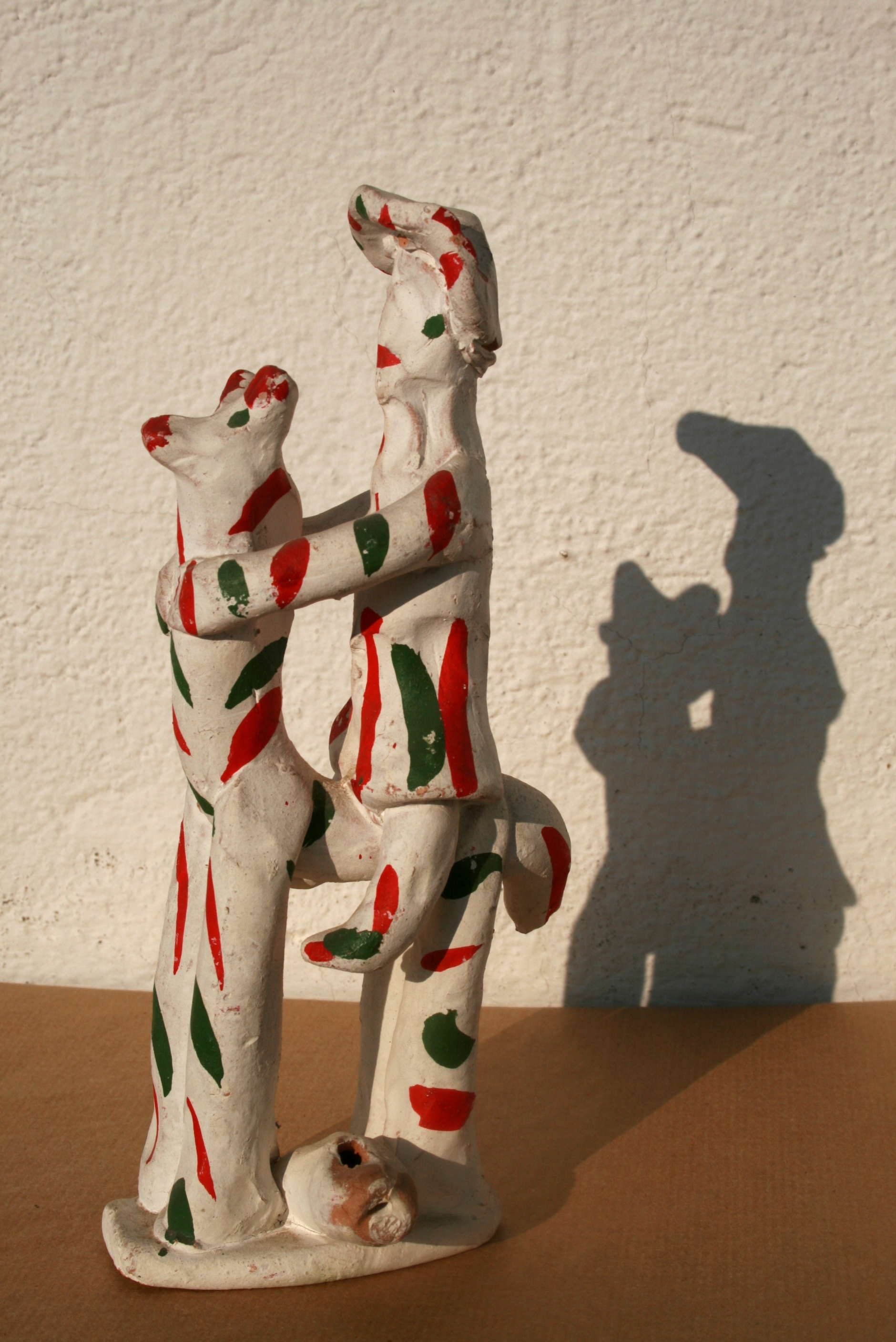
Un siurell

En aquesta localitat, com a Pòrtol, s'hi ha desenvolupat una important tradició de fabricació de ceràmica tradicional, ara amb les gerreries de Ca Madò Bet i de Can Bernadí Nou. En l'actualitat les activitats agràries han perdut molt de terreny, per bé que hi és present l'horticultura i la floricultura de caràcter familiar. Els fruits secs (ametlers i garrovers) mantenen una presència en el territori, però de cada cop més marginal. Moltes de les antigues parcel·les agràries han estat ocupades per segones residències. A més del petit comerç, hi ha activitats de restauració, construcció i serveis diversos.

## Fires i Festes
- Sant Marçal: Se celebra el 30 de juny. És una festa molt popular a tots els pobles de l'entorn. Era tradicional anar-hi i comprar un siurell als infants. També és tradicional visitar l'església parroquial que en aquests dies s'omple de hortènsies.
- Festes populars: se celebren la primera setmana de setembre, un dels actes més destacats és la siurellada, on un grup de persones es vesteixen de diversos tipus de siurells i fan un passa carrers pel poble. Els més temuts pels infants són els 4 dimonis.
- Fira del fang: se celebra a l'entorn de Sant Marçal durant una setmana del mes de març on s'hi pot trobar un mercat artesà de productes ceràmics així com també exposicions i la celebració de diverses activitats durant el transcurs de la fira.

## Personatges relacionats amb Sa Cabaneta
- Pere Sureda i Montaner.[cal citació]

## Instal·lacions i serveis
- Ajuntament
- Jutjat de Pau
- Ses mestresses de casa
- Centre Social i Lúdic Es Campet
- Museu del Fang
- IES Sant Marçal